# 福岡県道265号城野砂津線
福岡県道265号城野砂津線（ふくおかけんどう265ごう じょうのすなつせん）は、福岡県北九州市小倉北区を通る一般県道である。

## 概要
北九州市小倉北区若富士町から北九州市小倉北区砂津2丁目に至る。

### 路線データ
- 起点：北九州市小倉北区若富士町（若富士町交差点、国道10号交点）
- 終点：北九州市小倉北区砂津2丁目（砂津2丁目交差点、国道3号交点）

## 地理

### 通過する自治体
- 北九州市（小倉北区）

### 交差する道路
| 交差する道路          | 交差する場所 | 交差する場所           |
| --------------------- | ------------ | ---------------------- |
| 国道10号              | 若富士町     | 若富士町交差点 / 起点  |
| 国道3号 国道10号 重複 | 砂津2丁目    | 砂津2丁目交差点 / 終点 |

### 沿線
- JR九州日豊本線・日田彦山線 城野駅
- 美萩野女子高等学校
- 北九州市立三郎丸小学校
- 北九州市立足立小学校
- 北九州市立菊陵中学校